# Stadio Primo Nebiolo

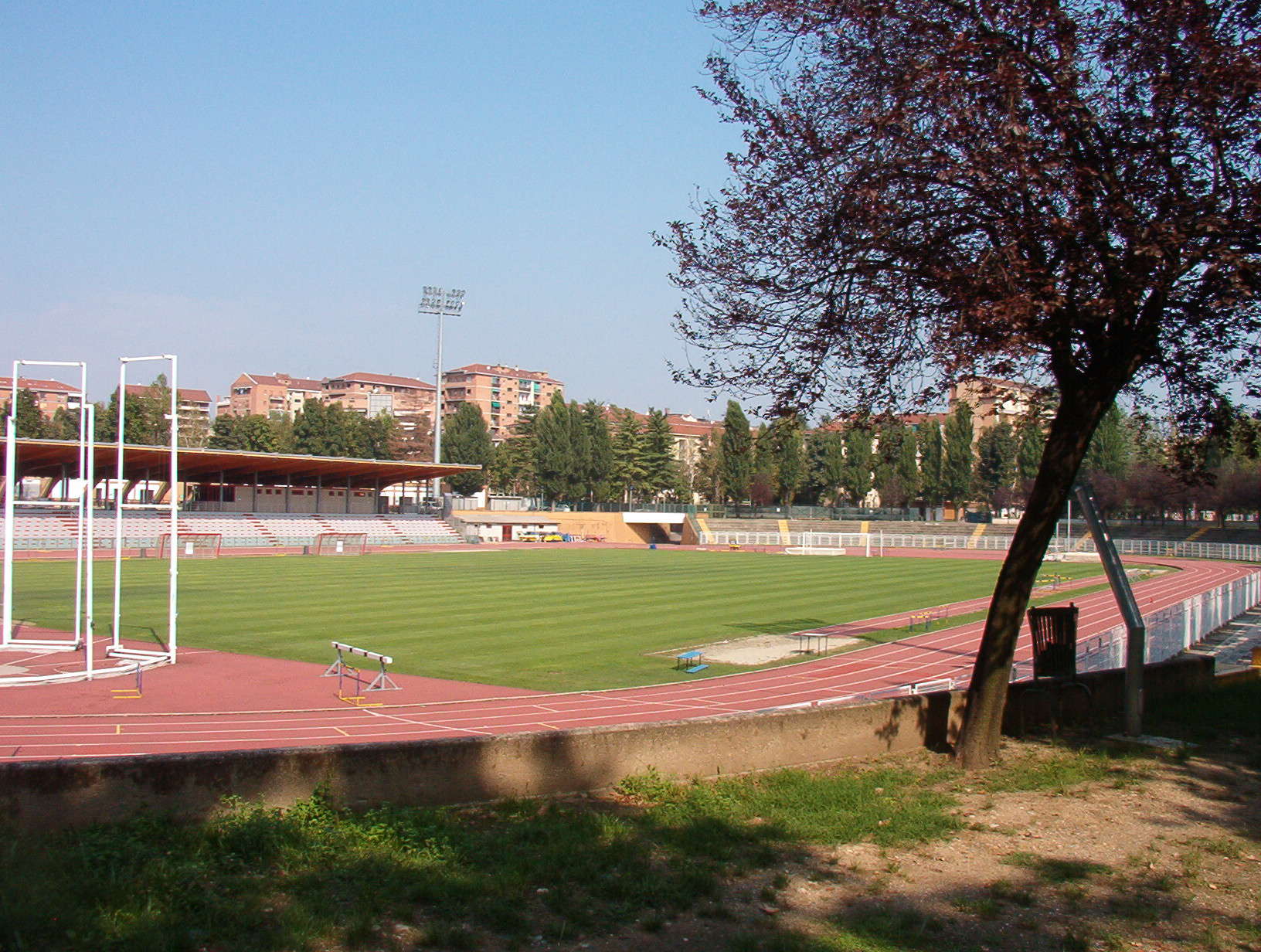
Stadio Primo Nebiolo

Stadio Primo Nebiolo – stadion lekkoatletyczny w Turynie. Obiekt znajduje się na terenie Parco Ruffini przy Corso Trapani na zachodnich przedmieściach miasta. Rokrocznie odbywa się tu międzynarodowy mityng lekkoatletyczny - Memoriał Primo Nebiolo. Z centrum docierają tutaj linie autobusowe 2, 56, 66, 71.